# Wspólnota Państw Ameryki Łacińskiej i Karaibów
Wspólnota Państw Ameryki Łacińskiej i Karaibów (CELAC, hiszp. Comunidad de Estados Latinoamericanos y Caribeños, port. Comunidade de Estados Latino-Americanos e Caribenhos, fr. Communauté des États Latino-américains et Caribéens) – powołana na szczycie w Cancún w Meksyku 23 lutego 2010 organizacja międzynarodowa zrzeszająca 33 państwa Ameryki Łacińskiej i Karaibów.

## Członkowie
- Państwa hiszpańskojęzyczne (18):
  -  Argentyna
  -  Boliwia
  -  Chile
  -  Dominikana
  -  Ekwador
  -  Gwatemala
  -  Honduras
  -  Kolumbia
  -  Kostaryka
  -  Kuba
  -  Meksyk
  -  Nikaragua
  -  Panama
  -  Paragwaj
  -  Peru
  -  Salwador
  -  Urugwaj
  -  Wenezuela

- Państwo portugalskojęzyczne:
  -  Brazylia

- Państwo francuskojęzyczne:
  -  Haiti

- Państwa angielskojęzyczne (12):
  -  Antigua i Barbuda
  -  Bahamy
  -  Barbados
  -  Belize
  -  Dominika
  -  Grenada
  -  Gujana
  -  Jamajka
  -  Saint Kitts i Nevis
  -  Saint Lucia
  -  Saint Vincent i Grenadyny
  -  Trynidad i Tobago

- Państwo niderlandzkojęzyczne:
  -  Surinam